# 尼希米·格鲁
尼希米·格魯（英语：Nehemiah Grew；1641年9月26日—1712年3月25日），是一名英格蘭的植物學家、博物學家和解剖學家，和義籍生物學家馬切洛·馬爾皮基共同被譽為植物解剖學的開創者。

## 生平

### 早年生活
尼希米·格魯出生於英格蘭沃里克郡的考文垂（考文垂現屬西密德蘭郡），是奧巴迪亞·格魯（Obadiah Grew）的兒子。奧巴迪亞是考文垂聖米歇爾教區的清教徒牧師及學者。英格蘭內戰期間，奧巴迪亞支持圓顱黨，但據說他曾懇求克倫威爾饒恕國王查理一世的性命。
格魯有位同父異母的哥哥亨利·桑普森（Henry Sampson），兩兄弟的感情很好。
1658年，格魯進入劍橋大學的彭布羅克學院就讀。大約在1664年時，他開始研究植物的生理學；幾年後，他向桑普森展示了自己的成果。桑普森當時在帕多瓦和萊頓攻讀醫學，他鼓勵格魯繼續研究，並介紹他閱讀英格蘭解剖學家弗朗西斯·格里森（Francis Glisson）的著作。
1671年，格魯前往荷蘭萊頓攻讀醫學博士學位，其學位論文為《論神經液體（De Liquor Nervoso）》。

### 職業生涯
1670年，在格魯的同意下，桑普森向英國皇家學會的秘書亨利·奧爾登堡（Henry Oldenburg）遞交了格魯的植物學論文《蔬菜解剖學初論》（The Anatomy of Vegetables Begun），奧爾登堡又把它轉交給威爾金斯主教，威爾金斯則在皇家學會的會議上宣讀了這篇文章。這篇論文使格魯獲選為皇家學會院士，並於1672年印刷。
1672年4月，格魯受指派擔任皇家學會收藏品的管理者（curator），負責看管學會的稀有藏品及實驗器材。他偶爾也會協助同樣擔任此職務的羅伯特·虎克進行示範實驗和演講。
1677年，奧爾登堡過世，格魯和虎克接替了他身為皇家學會秘書的工作。格魯在1678到1679年間負責編撰學會的刊物《自然科學會報》，並和歐洲各地的學者通信。
1678年7月，格魯受指派負責為皇家學會典藏庫（ the Royal Society' s Repository）中的物品編目。隔年，他出版了《皇家學會博物館目錄》（Musaeum Regalis Societatis）。與此同時，他自己長年來的植物學研究成果也匯集成《植物解剖學》出版。

### 個人生活
格魯一生中結過兩次婚，第一次在1670年代末，第二次則在1685年、第一任妻子過世後不久，他和伊莉莎白·道森（Elizabeth Dodson）再婚。格魯至少育有二女一子。

## 主要著作與科學貢獻

### 植物學

#### 《蔬菜解剖學初論》

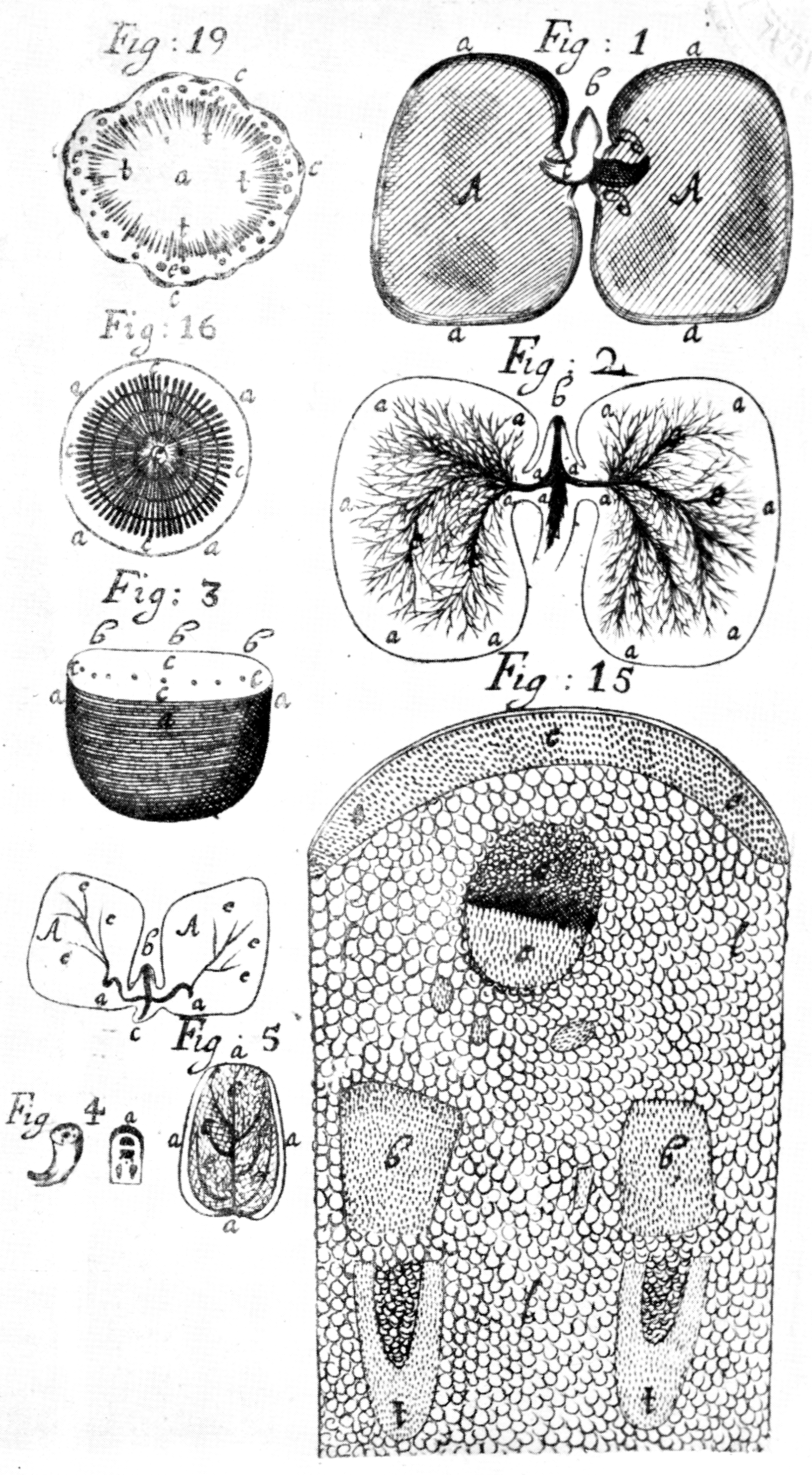
《蔬菜解剖學初論》中介紹植物細微構造的圖版。

在《蔬菜解剖學初論》裡，格魯詳加討論了植物萌芽的歷程和外觀特徵，並發明了胚根（radicle）一詞。
在格魯投入植物學研究之前，英國大部分的植物學相關研究皆較少注意植物作為草藥以外的功能和特色。身為醫生，格魯擁有豐富的解剖學知識，這引發他開始嘗試把植物當作解剖的對象。

當時關於動物的解剖研究非常繁盛，但卻從未有以植物為主題的類似研究。然而，格魯信心滿滿地寫道：
……考慮到［動物和植物］兩者皆出自同一雙手，而因此是同一智慧的造物；由此，我能充分向自己保證，儘管可能不成功，但在兩者中尋求［上帝］不可能是徒勞的嘗試。（... considering that both came at first out of the same Hand, and are therefore the Contrivances of the same Wisdom; I thence fully assured my self, that it could not be a vain Design, though possibly unsuccessful, to seek it in both.）
在格魯的論文出版的同一天，皇家學會也收到了馬切洛·馬爾皮基的植物學手稿。格魯先前就已向學會提交自己的作品，因此保有優先權；但是後世的植物學史家如許來登仍對格魯作品的原創性提出質疑，暗示格魯可能抄襲了馬爾皮基的成果。然而，考量到格魯在本書的二版前言中列明了馬爾皮基的貢獻，因此指控不太可能為真。較可信的說法是兩人分別獨立發展了自己的植物解剖研究。

為馬爾皮基作傳的歷史學家Howard B. Adelmann如此評論格魯和馬爾皮基的關係：
在他們的工作完成之前的這些年裡，他們的關係只有禮貌、相互尊重和對彼此努力的慷慨讚賞。（nothing but courtesy, mutual respect and generous appreciation of one another's efforts marked their relations in the years that passed till the completion of their work.）
《蔬菜解剖學初論》之後，格魯又寫了幾篇論文討論植物的根和莖的結構，這些論述最後發展成為《植物解剖學》（Anatomy of plants）的內容。

### 博物學

#### 《皇家學會博物館目錄》

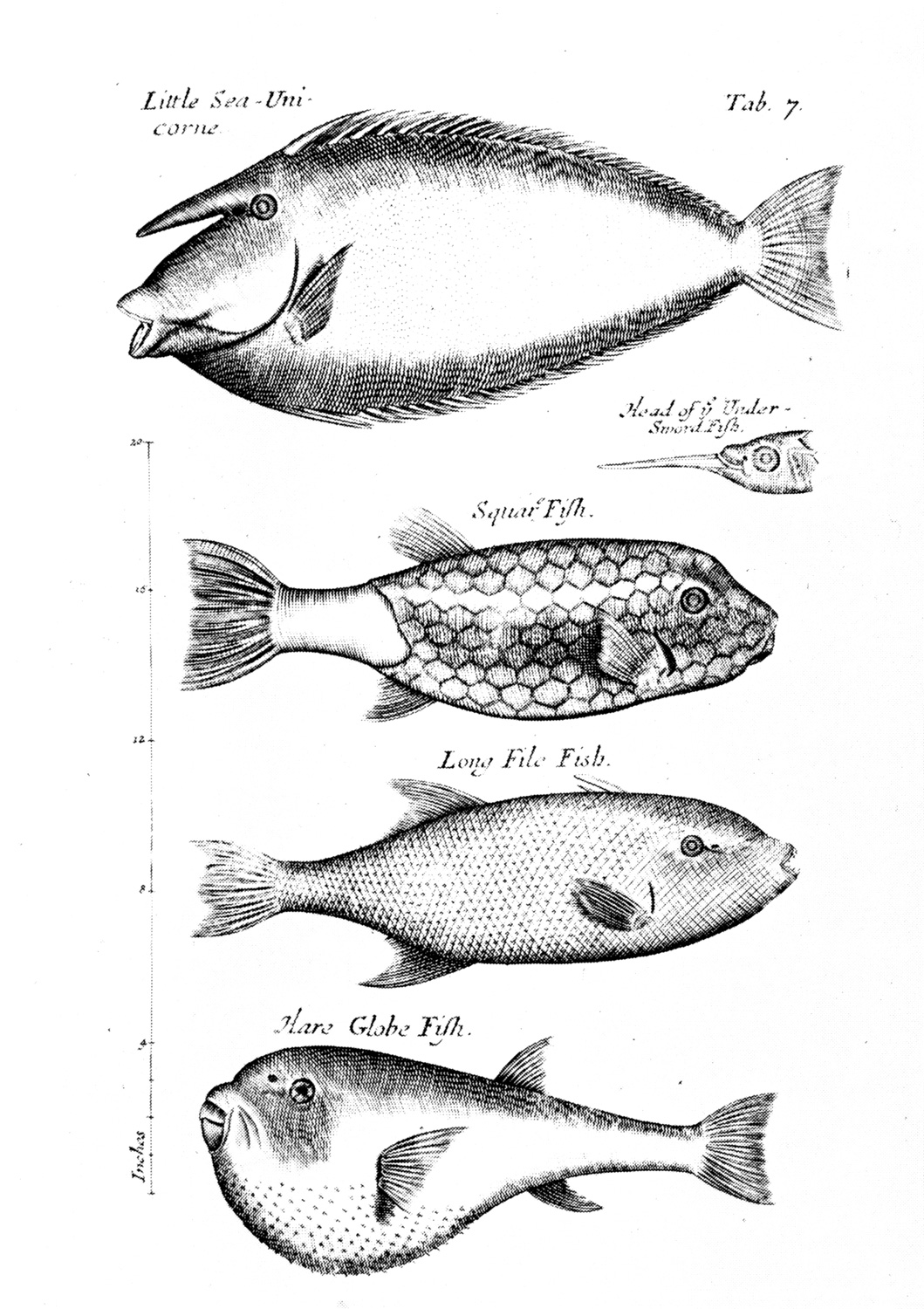
《皇家學會博物館目錄》中部分魚類的圖板。

皇家學會典藏庫（the Royal Society' s Repository）在學會創立不久後成立，旨在保存學會的科學儀器、書籍、文件及稀有收藏等等。典藏庫本身位於格雷瑟姆學院（Gresham college），皇家學會成員聚會的會議室亦在學院中。
由於典藏庫中的藏品長年缺乏妥善管理，1678年7月，皇家學會主席湯瑪斯·亨肖（Thomas Henshaw）指派格魯負責為典藏庫中的物品編目，並在隔年出版了《皇家學會博物館目錄》（Musaeum Regalis Societatis）。

### 人體生理學

#### 指紋

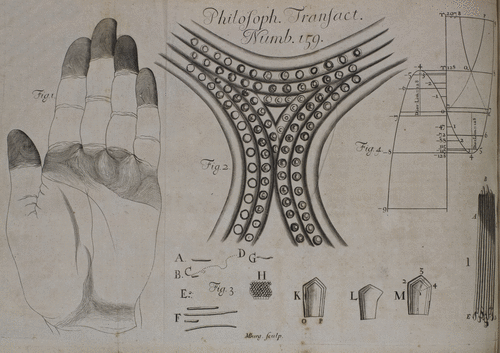
格魯所繪的指紋圖片。

1684年，格魯發表了〈手和腳上的皮膚毛孔之描述及用途（The description and use of the pores in the skin of the hands and feet）〉一文，並刊載在《自然哲學會報》上。該文是歐洲科學史上首次對指紋的描述。

## 作品列表
- 《蔬菜解剖學初論》（The Anatomy of Vegetables Begun，1672）
- 《皇家學會博物館目錄》（拉丁文：Musaeum Regalis Societatis，1681）
- 《植物解剖學》（Anatomy of plants，1682）
- 《神聖宇宙論》（拉丁文：Cosmologia sacra）

## 外部連結
- 尼希米·格魯在古騰堡計畫中的作品列表
- 《皇家學會博物館目錄》 （页面存档备份，存于），在密西根大學的早期英文書文本計畫 （页面存档备份，存于）中的文本
- .  XI 9th: 189. 1880.
- Stephen, Leslie and Lee, Sidney (编). .  23. London: Smith, Elder & Co. 1890.